# Virus des taches en anneaux du papayer
Potyvirus papayanuli
Espèce
Potyvirus papayanuli, aussi appelé virus des taches en anneaux du papayer (ou PRSV, acronyme de Papaya ringspot virus), est un phytovirus du genre Potyvirus (famille des Potyviridae) présent dans toutes les régions tropicales ou tempérées chaudes.
C'est un agent pathogène qui affecte principalement le papayer (Carica papaya) et certaines espèces de Cucurbitaceae.
Le virus se présente sous forme de particules flexueuses non enveloppées, en forme de bâtonnet, mesurant de 760 à 800 nm de long sur 12 nm de diamètre. Son génome est constitué d'une molécule d'ARN simple brin positif.
Il est transmis aux plantes par des actions mécaniques, comme l'élagage, ou par des insectes vecteurs, des espèces de pucerons telles que Myzus persicae. La transmission par les graines est marginale,.
Il existe deux types principaux de ce virus qui sont sérologiquement indiscernables et si étroitement liés génétiquement qu'ils sont maintenant considérés comme appartenant à une seule et même espèce.
Le type qui a donné son nom au virus est constitué par des isolats de type P (PRSV-P). Ce type infecte le papayer et plusieurs espèces de la famille des Cucurbitaceae.
L'autre type, isolats du type W (PRSV-W), infecte des Cucurbitacées, telles que la pastèque, le concombre et les courges (mais pas le papayer), et fut désigné à l'origine sous le nom de Virus 1 de la mosaïque de la pastèque (Watermelon mosaic virus 1),.
Un troisième type, le PRSV-T, a été isolé sur des courgettes en Guadeloupe. Il a également été signalé dans d'autres pays tropicaux.

## Distribution
Le PRSV à une répartition cosmopolite, les deux pathotypes étant présents dans le monde entier.
Le PRSV-P, par exemple, se rencontre au Moyen-Orient, en Afrique, en Amérique centrale et en Amérique du Sud. Il a également été trouvé en Chine, en France, en Allemagne, en Inde, en Italie, au Mexique à Taiwan et aux États-Unis.
Le PRSV-W a été signalé aux États-Unis, dans les Caraïbes, au Mexique, en Italie, en Allemagne, en Australie, en France, en Inde, au Moyen-Orient et en Amérique du Sud.
D'après des études de phylogénie génétique, le virus aurait son origine en Asie, probablement en Inde, il y a environ 2250 années. De là, il se serait répandu lentement à travers le continent pour atteindre la Chine il y a environ 600 ans. Il a également été introduit directement d'Inde en Australie et dans les Amériques au cours des 300 dernières années.
Le papayer a été introduit en Inde il y a seulement 500 ans, époque à laquelle le virus aurait fait le saut à partir des Cucurbitacées. Cependant, le virus a fait des allers et retours entre pathotypes de nombreuses fois au cours de son évolution.

## Transmission
Les pucerons sont le principal vecteur de transmission du PRSV.
Cette transmission se fait sur un mode non persistant, ce qui signifie que le virus ne pénètre pas au-delà des pièces buccales du puceron, ne circule pas et ne se multiplie pas dans l'organisme de l'insecte-hôte. Les virus non persistants sont transmis rapidement et facilement entre les plantes. De nombreuses espèces de pucerons peuvent transmettre le PRSV, en particulier le puceron vert du pêcher (Myzus persicae) et le puceron du cotonnier (Aphis gossypii).
La transmission par les graines a été observée à des taux de 2 plantes de deuxième génération infectées sur 1355.
Ce mode de transmission est marginal par rapport à la transmission par les pucerons vecteurs. Cependant si les graines infectées survivent, elles peuvent alors constituer une source d'inoculum, qui pourrait ensuite être transmis par des insectes vecteurs.
La transmission de la maladie peut aussi se faire par la plantation de plants infectés dans des parcelles encore indemnes du virus. L'utilisation de plants « propres », exempts de virus, est très importante.

## Histoire
À Hawaï, la production de papayes a été gravement affectée à deux reprises par le PRSV.
Le virus fut introduit vers 1937 à Oahu, troisième île par la taille de l’archipel d'Hawaï.
La maladie est restée modérée pendant plusieurs années, mais s'est aggravée vers 1950, soit que le virus ait muté, soit qu'une souche plus agressive ait été introduite.
En douze ans, la superficie plantée en papayers a chuté de 94 %. La production a par la suite été transférée d'Oahu vers le district de Puna dans la grande île de Hawaï sous quarantaine stricte.
En 1971, le PRSV a été trouvé dans des jardins de particuliers mais des mesures ont été prises pour prévenir son expansion.
En 1992, le virus est apparu dans des exploitations commerciales et à partir de 1995 toute production était devenue impossible à Puna.
La production commerciale s'est à nouveau déplacée vers la côte de Hāmākua, mais connut un succès limité.
À la fin des années 1990, la production hawaïenne de papaye avait diminué de moitié.
Ce sont des variétés transgéniques de papayer, résistantes au PRSV grâce au mécanisme de l'interférence par ARN, cultivées à partir de 1998, qui ont permis de ressusciter cette activité,,.

## Importance économique
Le PRSV a eu des effets dramatiques à Hawaï dans les années 1990. Entre 1992 et 1997, presque toutes les plantations de la région de Puna avaient été touchées.
La production locale de papayes représente une valeur annuelle de 11 millions de dollars.
Dans certaines régions d'Asie du Sud-Est, le papayer est cultivé par de petits agriculteurs pour leurs propres besoins (autoconsommation), de faibles excédents pouvant en outre être vendus sur les marchés. Le PRSV est le principal obstacle à la production de papaye aux Philippines. En 1994, les dégâts dus au PRSV avaient détruit la production de papaye pour une valeur de 60 millions de pesos dans la zone Tagalog du Sud, réduisant les rendements de 80 %.
Le Brésil représente près de la moitié de la production mondiale de papayes, suivi par l'Inde et le Nigeria.
De spectaculaires déplacements géographiques de la production pour éviter le PRSV se sont produits plusieurs fois.
Par exemple, entre 1973 et 1984, la production de papayes s'est sensiblement déplacée au Brésil, loin de Rio de Janeiro et de São Paulo pour aller plus au nord dans les États d'Espirito Santo et de Bahia.
Comme dans le cas de Hawaï, le PRSV finit généralement par rattraper les mouvements des plantations au fil du temps. Le montant total de ces coûts de redistribution est inconnu, mais probablement significatif.
Le rejet violent des papayers génétiquement modifiés a entraîné la destruction subreptice de plantations à la faveur de l'obscurité. La valeur des papayers détruits a atteint jusqu'à 15 000 dollars pour certains agriculteurs

## Référence biologique
- (en) ICTV : Papaya ringspot virus  (consulté le 26 janvier 2021)